# Ford Model Y
La Ford Model Y è un'autovettura di fascia medio-bassa prodotta dal 1932 al 1937 dalla Casa automobilistica statunitense Ford per il mercato britannico e francese.

## Profilo

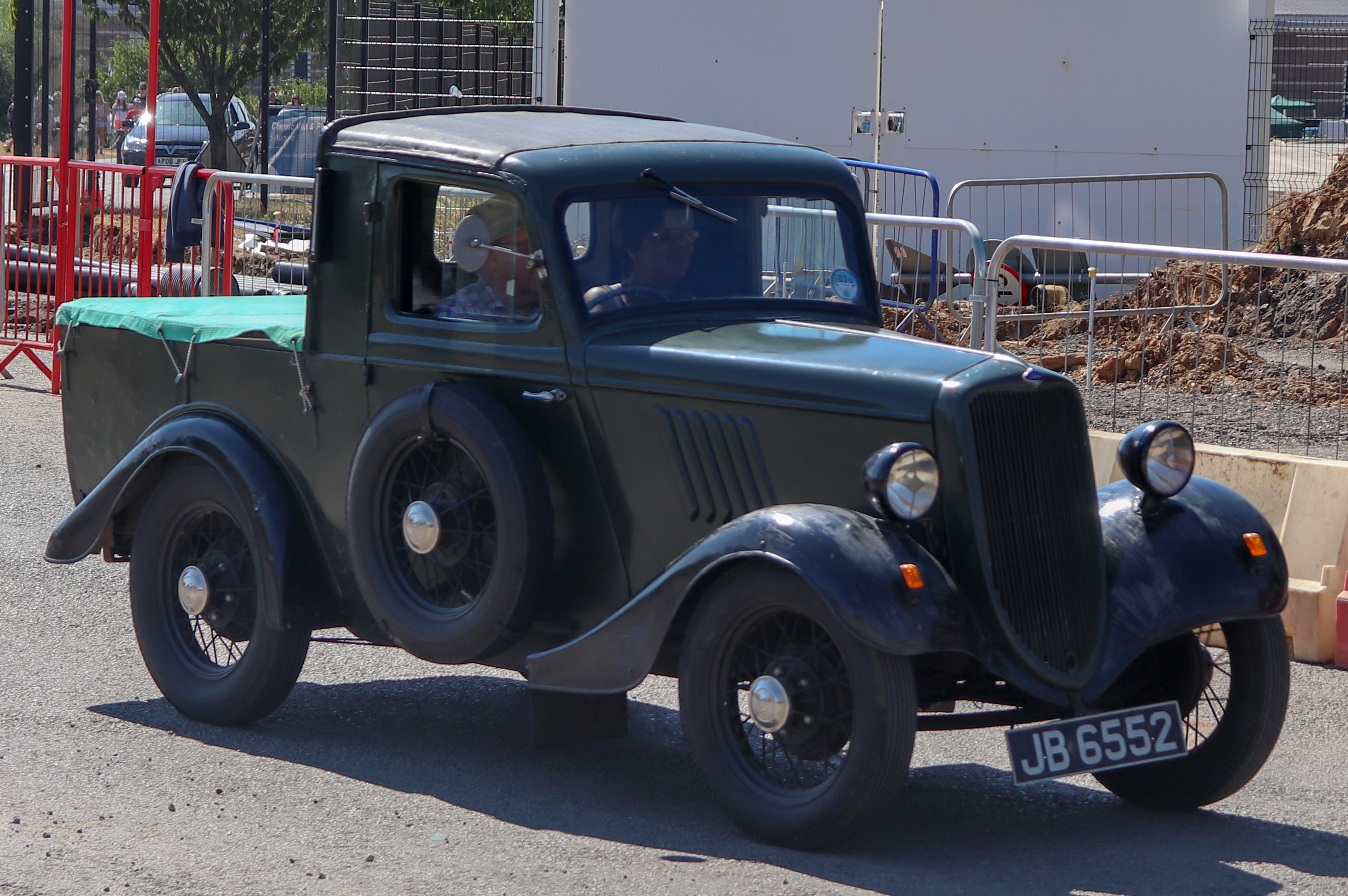
Una Ford Model Y pick-up del 1935

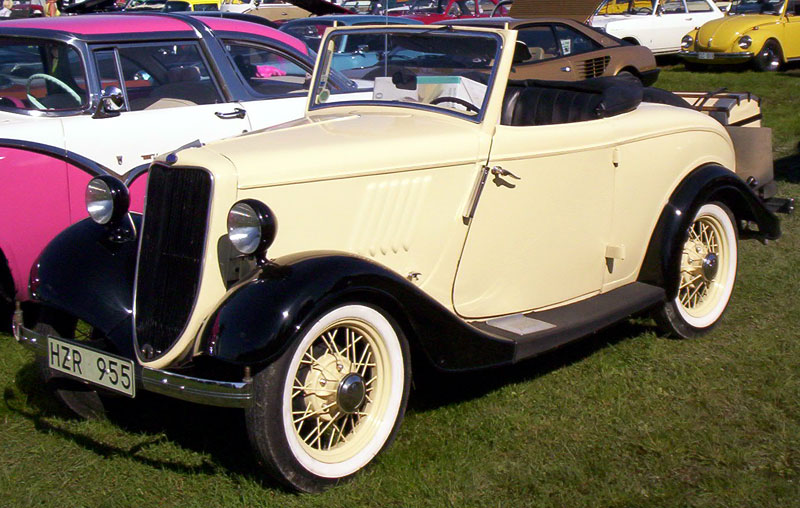
Una Ford Model Y roadster del 1935

In particolare fu la prima Ford dedicata esclusivamente al mercato estero: non fu infatti mai commercializzata negli USA. Fino a quel momento, la Ford francese si era limitata a far arrivare dagli Stati Uniti alcuni modelli Ford già commercializzati in madrepatria. Con l'arrivo della Ford Y le cose cambiarono e da quel momento i vari mercati dove la Ford era attiva cominciarono ad assumere via via fisionomie sempre più diverse.

La Y fu commercializzata nel Regno Unito dal 1932 al 1937 ed in Francia dal 1932 al 1934. Fu anche commercializzata in Germania, ma con il nome di Ford Köln.

La Ford Y era una berlina (anche se si potrebbe effettivamente obiettare che la sua carrozzeria a tre luci per lato la possono far rientrare di fatto nella categoria delle limousine) di dimensioni compatte: era disponibile sia a due che a quattro porte. Nel primo caso la vettura prendeva il nome di Tudor, mentre nel secondo era denominata Fordor, nomi che derivavano proprio dalla contrazione di two doors (due porte) e four doors (quattro porte).

Non mancarono tuttavia le versioni commerciali: la furgonata ed il pick-up.

La Ford Y era equipaggiata da un motore a 4 cilindri da 933 cm³ di cilindrata, in grado di erogare una potenza massima di 23 CV. La distribuzione era a valvole laterali.

Le sospensioni erano a balestra sia davanti che dietro, la trazione era posteriore ed il cambio era manuale a 3 marce. La velocità massima era di 95 km/h.

In Francia, ma soprattutto in Gran Bretagna, la Ford Y ottenne un enorme successo commerciale, tale da spiazzare letteralmente la concorrenza, che all'epoca era costituita principalmente dalla Austin Seven e dalla Morris Minor. Il motivo di tale successo stava, oltre che nelle doti di economia e praticità di utilizzo, anche nel basso prezzo di listino. Inizialmente era commercializzata solo la versione Tudor, caratterizzata da un radiatore di ridotte dimensioni che le valse l'appellativo di "short rad". Dall'anno seguente, in seguito all'enorme successo, arrivò anche la Fordor e il rinnovamento della gamma fece da cornice ad un leggero restyling nel frontale, che acquisì un radiatore di dimensioni maggiori. Le Ford Y prodotte a partire da quell'anno furono soprannominate "long rad". Non solo, ma il già enorme successo della Ford Y fu incrementato dall'ulteriore abbassamento di prezzo. In questo modo, la Y divenne la più economica berlina a quattro posti veri del panorama automobilistico di allora. Con un piccolo sovrapprezzo si poteva avere anche il tetto in tela ripiegabile. La Ford Y fu oggetto anche della fantasia di alcuni carrozzieri, che ne prepararono diversi esemplari con carrozzeria coupé o roadster.

Nel 1934, la Ford Y fu tolta dal mercato francese, ma continuò ad essere commercializzata in Gran Bretagna fino al 1937, anno in cui fu rimpiazzata dalla Ford 7Y. In Francia, invece, la Y non ebbe eredi immediate, dal momento che proprio a partire dal 1934 la Ford francese si fuse con la Mathis per dar vita alla Matford, un marchio specializzato in vetture di fascia alta e che avrà una brevissima esistenza. In ogni caso, della Y francese fu tentata anche la commercializzazione in un'altra versione denominata Tracford, più innovativa, dal momento che montava la trazione anteriore.